# Amtsgericht Tirschenreuth

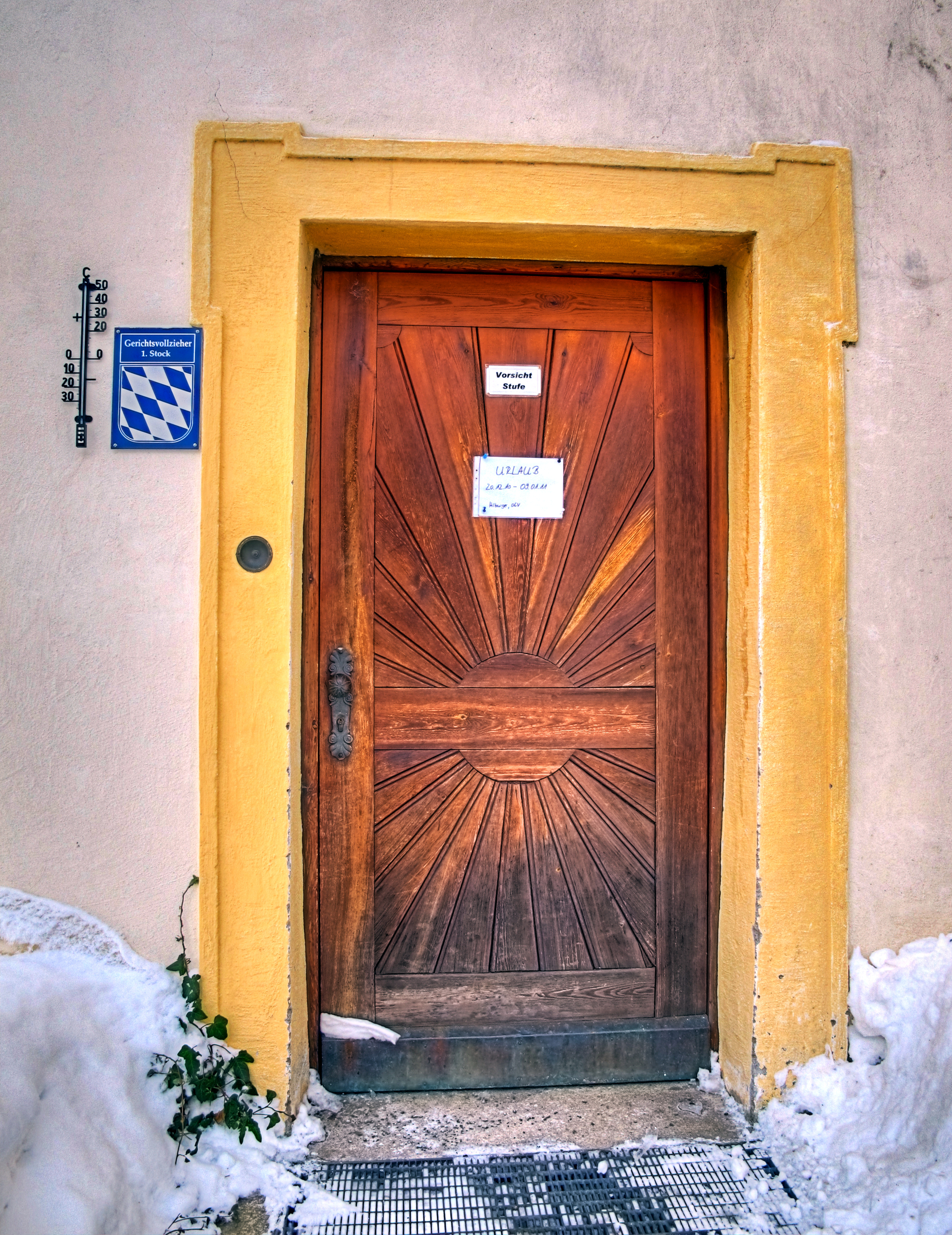
Gerichtsvollzieher im Amtsgericht

Das Amtsgericht Tirschenreuth  ist ein Gericht der ordentlichen Gerichtsbarkeit in der Kreisstadt Tirschenreuth im bayerischen Regierungsbezirk Oberpfalz. Es ist eines von zwei Amtsgerichten im Bezirk des Landgerichts Weiden in der Oberpfalz.

## Geschichte

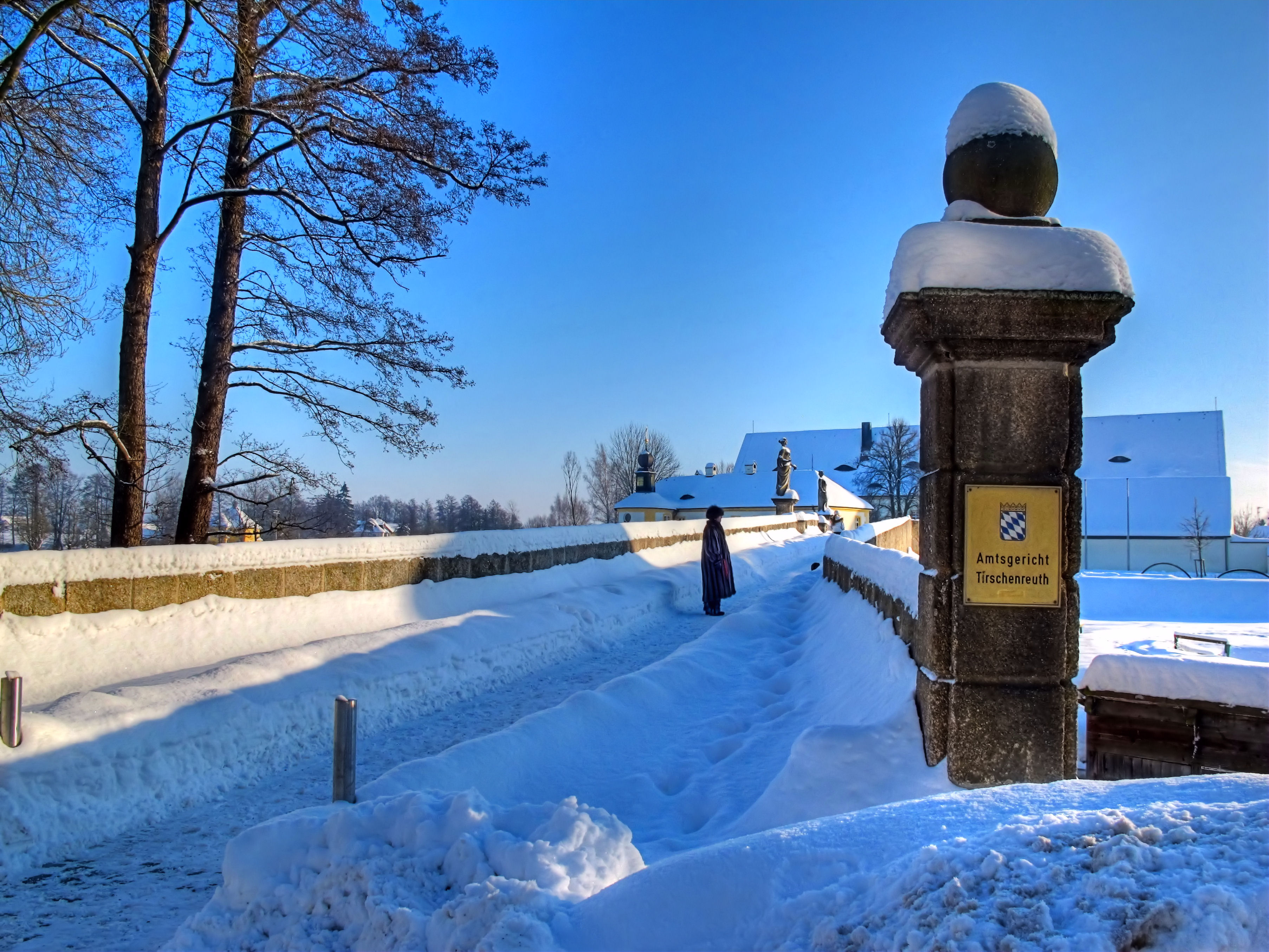
Fischhofbrücke zum Amtsgericht (2011)

Der 1219 entstandene Fischhof lag in einer Insel im Oberen Stadtteich, der 1808 trockengelegt wurde und war bis 1548 im Besitz des Klosters Waldsassen und danach im Eigentum der pfälzischen Wittelsbacher, die das Gebäude als Residenz nutzten. Später diente die Anlage als Sommersitz der Äbte wieder klerikalen Zwecken.
Die steinerne Brücke (Fischhofbrücke) wurde Mitte des 18. Jahrhunderts vom Baumeister und Baudirektor des Waldsassener Klosters Philipp Muttone errichtet und ersetzte die bis dahin bestehende Holzbrücke. Anfang des 20. Jahrhunderts wurden die beiden Statuen der Göttinnen Ceres und Justitia hinzugefügt.
Im Zuge der Säkularisation übernahm der Staat 1802 den Fischhof. Ab 1804 befand sich hier das Landgericht Tirschenreuth, das mit dem Gerichtsverfassungsgesetz von 1879 vom Amtsgericht Tirschenreuth abgelöst wurde.

## Zuständigkeit und Gerichtsbezirk
Das Amtsgericht in Tirschenreuth ist erstinstanzliches Gericht in Zivil-, Familien- und Strafsachen.  Als Vollstreckungsgericht ist es zuständig für alle Vollstreckungssachen, bei denen der Schuldner seinen Wohnsitz im Gerichtsbezirk hat.
Der Gerichtsbezirk des Amtsgerichts Tirschenreuth umfasst neben der Stadt Tirschenreuth auch die Städte Bärnau, Erbendorf, Mitterteich, Kemnath, Waldershof und Waldsassen. Sie sind allesamt Teil des Landkreises Tirschenreuth.

## Gebäude
Das Amtsgericht Tirschenreuth befindet sich im Fischhof in der Mähringer Straße 10 in 95643 Tirschenreuth. Die frühere Zweigstelle am Stadtplatz 27 in 95478 Kemnath wurde im Jahr 2016 aufgelöst.

## Übergeordnete Gerichte
Dem Amtsgericht Tirschenreuth ist das Landgericht Weiden in der Oberpfalz übergeordnet. Zuständiges Oberlandesgericht ist das Oberlandesgericht Nürnberg in Franken.